# Calzadilla de Tera
Calzadilla de Tera – gmina w Hiszpanii, w prowincji Zamora, w Kastylii i León, o powierzchni 27,23 km². W 2011 roku gmina liczyła 386 mieszkańców.